# Hiromi Kobayashi
Hiromi Kobayashi (小林 浩美, Kobayashi Hiromi, nascuda el 8 de gener del 1963 en Iwaki, Fukushima) és una golfista professional japonesa. Ha guanyat 15 tornejos internacionalment, incloent-hi quatre en el LPGA Tour estatunidenc.